# Glynn Isaac
Glynn Llywelyn Isaac (Sudáfrica, 19 de noviembre de 1937 – Yokosuka, Japón, 5 de octubre de 1985) fue un arqueólogo sudafricano que se especializó en la prehistoria más antigua de África. Fue uno de los gemelos nacidos del matrimonio formado por los botánicos William Edwyn Isaac y Frances Margaret Leighton. Ha sido considerado como uno de los más influyentes africanistas del último medio siglo y sus artículos sobre el comportamiento y el movimiento humano continúan siendo citados un cuarto de siglo después.

## Biografía
Se graduó en la Universidad de Ciudad del Cabo en 1958 antes de estudiar para su doctorado en Filosofía en Peterhouse, Cambridge, el cual completó en 1969. También fue Guardián de Yacimientos Prehistóricos en Kenia, entre 1961 y 1962 y director del Centro de Prehistoria y Paleontología en el Museo Nacional de Kenia desde 1963 a 1965. Junto a Richard Leakey, fue codirector del proyecto de Koobi Fora.
En 1966 se unió al departamento de antropología de la Universidad de California, Berkeley y en 1983 fue nombrado Profesor de Antropología en la Universidad de Harvard, donde investigó en nuevos proyectos hasta su muerte.
Finalmente murió en 1985 en un hospital naval estadounidense en Yokosuka (Japón) debido a una enfermedad que contrajo en un viaje a Pekín para la Academia Nacional de Ciencias, a la edad de 47 años.

## Contribuciones
Glynn Isaac es recordado por una serie de artículos en los que intentó combinar el registro arqueológico disponible con modelos del comportamiento y la actividad humana desde el punto de vista de la evolución. A inicios de los años setenta, Isaac publicó un artículo sobre la importancia de las relaciones sociales, la recolección, el consumo de carne y otros factores en la evolución humana y propuso una serie de modelos para examinar cómo los grupos humanos del Paleolítico se habrían organizado para suplir sus necesidades, interactuando entre ellos. Los modelos de Glynn Isaac se centraron en el concepto de campamento base (home base) y en la importancia de la división sexual del trabajo en la organización social de los homínidos.

### Obras
- Isaac, G. (1971) Whither archaeology?. Cambridge University Press 45, 123-129.
- Isaac, G., Leakey, R. & Behrensmeyer, A.K. (1971) Archeological Traces of Early Hominid Activities, East of Lake Rudolf, Kenya. Science 173, 1129-1134.
- Butzer K.W., Isaac, G., Richardson, J.L. & Washbourn-Kamau, C. (1972) Radiocarbon Dating of East African Lake Levels. Science 175, 1069-1076.
- Harris, J.W.K. & Isaac, G. (1976) The Karari Industry: Early Pleistocene archaeological evidence from the terrain east of Lake Turkana, Kenya. Nature 262, 102-107.
- Isaac, G. (1976) Stages of Cultural Elaboration in the Pleistocene: Possible Archaeological Indicators of the Development of Language Capabilities. Annals of the New York Academy of Sciences 280, 275-288.
- Isaac, G. & McCown, E.R. (Ed.) (1976) Human Origins: Louis Leakey and the East African Evidence. California: W.A. Benjamin, Inc.
- Bishop, W.W., Butzer K.W. & Isaac, G. (1977) After the australopithecines; stratigraphy, ecology and culture change in the middle Pleistocene [book review]. American Journal of Science 277, 509-511.
- Isaac, G. (1977) Olorgesailie: Archaeological studies of a middle pleistocene lake basin in Kenya. (Prehistoric Archaeology & Ecology Series). University of Chicago Press 52, 165-166.
- Isaac, G. (1978) The Food-sharing Behavior of Protohuman Hominids. Scientific American 238, 90-108.
- Isaac, G. (1978) Early man reviewed. Nature 273, 588-589.
- Isaac, G. (1981) Archaeological Test of Alternative Models of Early Hominid Behaviour: Excavation and Experiments. Philosophical Transactions of the Royal Society 292, 177-188.
- Isaac, G. (1981) Analytical archaeology. Cambridge University Press 55, 200-205.
- Hodder, I., Isaac, G. & Hammond, N. (1981) Pattern of the past. Studies in honour of David Clarke. Cambridge University Press 56, 148-149.
- Isaac, G., Harley, D., Wood, J.W., Wolfe, L.D., Gray, J.P., Robinson, J.G., Liberman, L.S., Peters, E.H., Cann, R.L., Wilson, A.C. & Lovejoy, C.O. (1982) Models of Human Evolution. Science 217, 295-296, 298, 302-304, 306.
- Isaac, G. (1982) Early hominids and fire at Chesowanja, Kenya. Nature 296, 870.
- Isaac, G. (1983) Art of indoctrination. Nature 302, 764-765.
- Isaac, G. (1984) The Archaeology of Human Origins: studies of the lower Pleistocene in East Africa 1971-1981. Advances in World Archaeology 3, 1-87.
- Isaac, G. (1985) Archaeology: Using isotope chemistry to detect prehistoric diets. Nature 315, 98-99.
- Cartmill, M., Pilbeam, D. & Isaac, G. (1986) One Hundred Years of Paleoanthropology. American Scientist 74, 410-420.
- Isaac, G. (Ed.) & Isaac B. (1997) Koobi Fora Research Project, Volume 5: Plio-Pleistocene Archaeology. Ofxord: Clarendon Press.